# Dodge Model 30/35

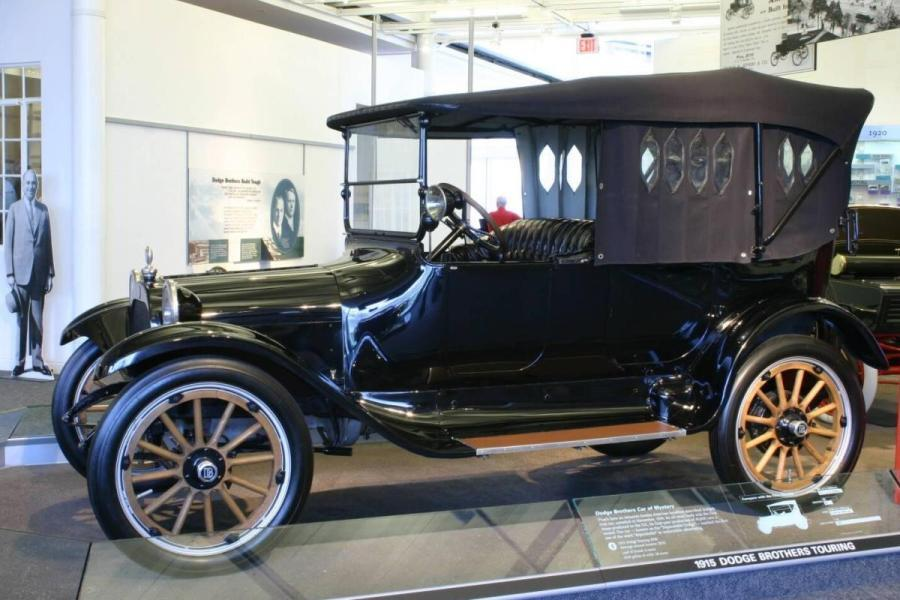
Dodge 30/35

De Dodge Model 30/35 was het eerste model geproduceerd door het Amerikaanse automerk Dodge. De auto werd gebouwd tussen 1914 en 1916 en was beschikbaar als vierdeurs berline en tweedeurs cabriolet. De auto werd aangedreven door een 3,5-liter viercilindermotor van 35 pk.
Van het Model 30/35 zijn er in totaal 116.400 exemplaren gemaakt.